# Eccoptomera aldrichi
Eccoptomera aldrichi är en tvåvingeart som beskrevs av Leander Czerny 1928. Eccoptomera aldrichi ingår i släktet Eccoptomera och familjen myllflugor.
Artens utbredningsområde är Saskatchewan. Inga underarter finns listade i Catalogue of Life.